# Rülzheim

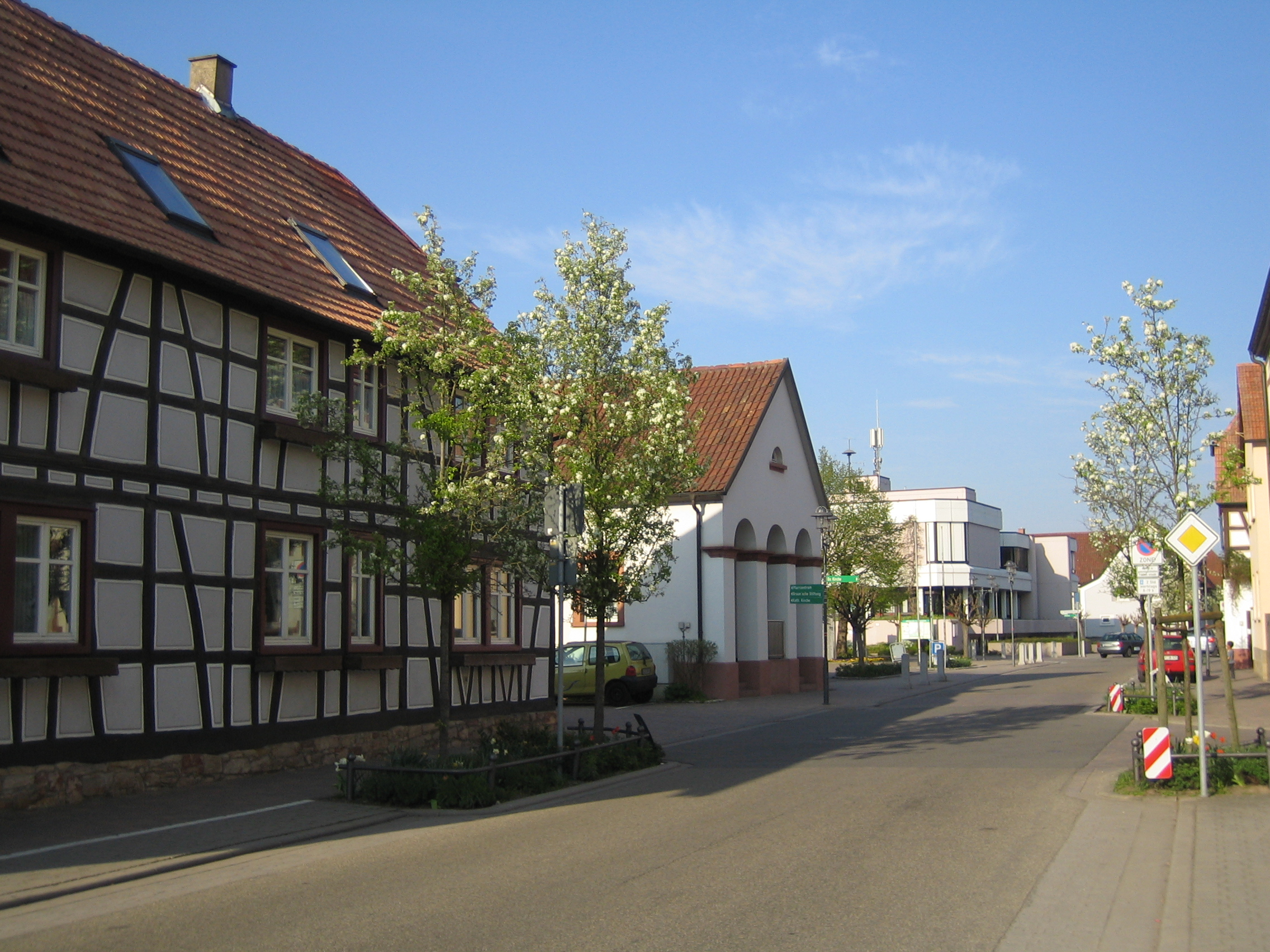
Mittlere Ortsstraße in Rülzheim

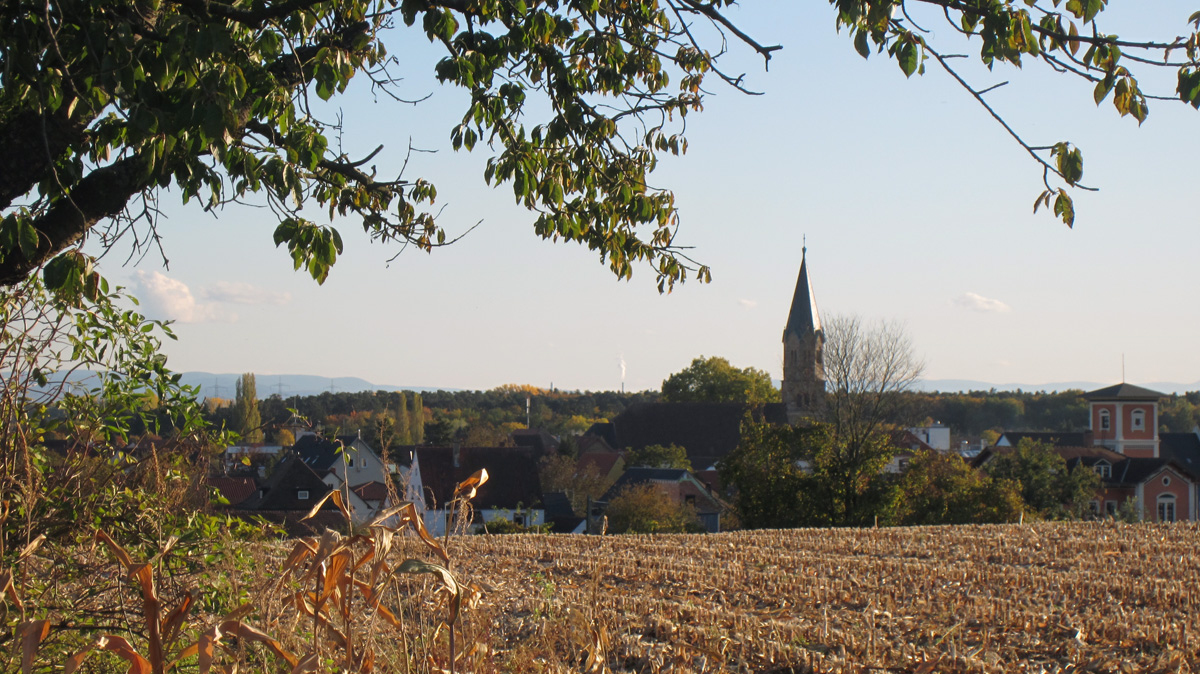
Ansicht von Rülzheim

Rülzheim (Südpfälzisch: Rilze) ist eine Ortsgemeinde im Landkreis Germersheim in Rheinland-Pfalz. Sie ist Verwaltungssitz der Verbandsgemeinde Rülzheim, der sie zusätzlich angehört.

## Geographie

### Geographische Lage
Der Ort liegt im südpfälzischen Teil der Oberrheinischen Tiefebene, im Dreieck zwischen Germersheim, Wörth am Rhein und Landau in der Pfalz. Im Südwesten wird Rülzheim von einem ausgedehnten Wald begrenzt. Im Norden der Gemarkung befindet sich eine große landwirtschaftlich genutzte Ebene, die sich in nordwestlicher Richtung bis nach Landau erstreckt. Zur Gemeinde gehören zusätzlich die Wohnplätze In der Lohe, Katharinenhof und Untermühle.

### Gewässer
Durch Rülzheim fließen der aus dem Pfälzerwald kommende Klingbach samt seinem rechten Teilungsarm Alter Klingbach, der über den Michelsbach in den nahe gelegenen Rhein mündet. Vor Ort nimmt er außerdem den Altbach auf. Der kurz zuvor aufgestaute Rottenbach durchfließt den Süden der Gemeindegemarkung und streift den südöstlichen Siedlungsrand. Unterwegs nimmt er südwestlich den Wolfsstöckegraben und den Badgraben auf.

### Nachbargemeinden
Rülzheim grenzt an folgende Kommunen:
| Knittelsheim             | Bellheim                                    |                      |
| Herxheim, Herxheimweyher | Kompassrose, die auf Nachbargemeinden zeigt | Hördt                |
| Hatzenbühl               | Rheinzabern                                 | Kuhardt, Leimersheim |

### Klima
Der Jahresniederschlag beträgt 746 mm.

## Geschichte

### Frühgeschichte und Mittelalter

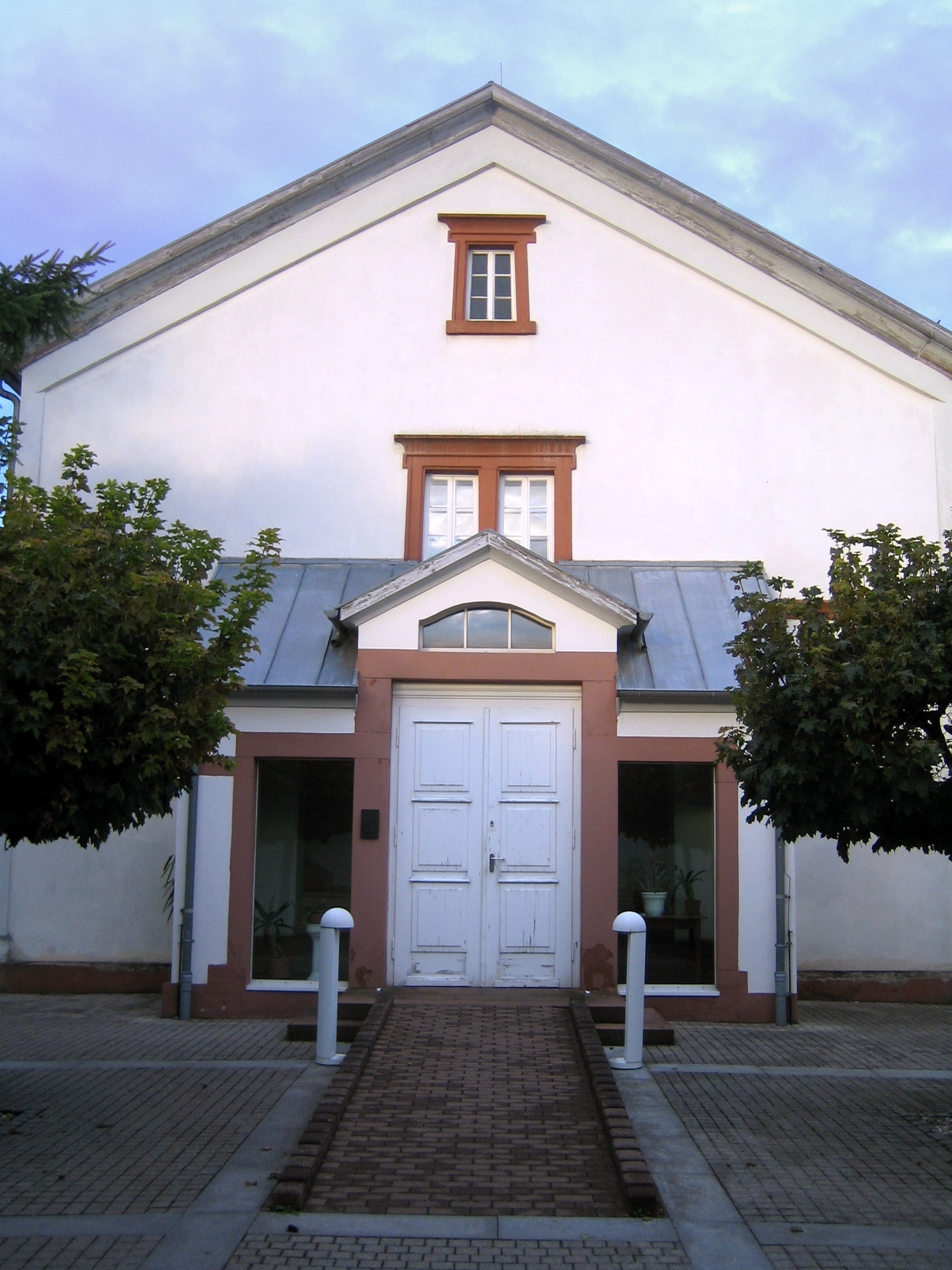
Ehemalige Synagoge

Die Gegend von Rülzheim ist bereits seit der Jungsteinzeit besiedelt. Sie liegt an einem alten Nord-Süd-Verkehrsweg auf dem vor Überschwemmungen sicheren linken Rhein-Hochufer. Auch aus der Römerzeit lassen sich an der ebenfalls dort entstandenen Römerstraße Siedlungsspuren nachweisen, die auch eine Verbindung zur nahegelegenen, bedeutenden Terra-Sigillata-Industrie im damals Tabernae genannten Rheinzabern herstellen.
Erstmals wurde der Ort Rülzheim im Jahre 774 als „Rotlehesheim“ im Lorscher Codex erwähnt. Er kann zu den Orten gezählt werden, die bei der fränkischen Landnahme entstanden. Im Mittelalter kam Rülzheim zum Gebiet des Hochstifts Speyer. Herrscher waren die Ritter des Deutschen Ordens.

### Neuzeit
Nach dem Pfälzischen Erbfolgekrieg und dem Frieden von Rijswijk 1697 kam der Ort als Teil des Elsass zu Frankreich und bildete im Oberamt Lauterburg die nördlichste Grenzsiedlung. 1799 war Rültzheim – so die damalige Bezeichnung – in den Kanton Landau und später in Kanton Kandel eingegliedert. Nach der napoleonischen Epoche 1816 kam Rülzheim mit der Region zum bayerischen Rheinkreis. Von 1818 bis 1862 gehörte er dem Landkommissariat Germersheim an; aus diesem ging das Bezirksamt Germersheim hervor.
Seit 1939 ist Rülzheim Bestandteil des Landkreises Germersheim. Nach dem Zweiten Weltkrieg wurde der Ort innerhalb der französischen Besatzungszone Teil des 1946 neu gebildeten Landes Rheinland-Pfalz. Die ehemals stark landwirtschaftlich geprägte Gemeinde (vor allem Anbau von Tabak und Zuckerrüben) erfuhr während dieser Zeit durch Ansiedlungen von Betrieben der Fertigungs- und der Dienstleistungsbranche einen starken wirtschaftlichen Aufschwung. Im Zuge der ersten rheinland-pfälzischen Verwaltungsreform wurde die Gemeinde 1972 der neu gebildeten gleichnamigen Verbandsgemeinde zugeschlagen.
2014 erregte der spätantike Hortfund von Rülzheim öffentliche Aufmerksamkeit, da er von einem Raubgräber unter dem Druck von Ermittlungen der Denkmalpflege übergeben wurde. Die illegalen Raubgrabungen haben wertvolle Informationen zu dem Schatz vernichtet. Zudem bleibt unklar, ob Stücke des Schatzes bereits verkauft wurden (vergl. Antikenhehlerei). Der Fund umfasst unter anderem goldene Verzierungen eines herrschaftlichen Gewands, Silbergeschirr und Reste eines vergoldeten und versilberten Klappstuhls.
Zwei Jahre später fand in der Gemeinde eine Razzia statt, da ein Bewohner sich als Mitbetreiber des illegalen Drogenhändlershops Chemical Love herausgestellt hatte.

## Bevölkerung

### Einwohnerstatistik
Wenn nicht gesondert aufgeführt, ist die Quelle der Daten das Statistische Landesamt Rheinland-Pfalz.
| Jahr | Einwohner |
| ---- | --------- |
| 1802 | 1.752     |
| 1815 | 2.225     |
| 1835 | 2.533     |
| 1849 | 3.007     |
| 1861 | 2.939     |
| 1871 | 2.898     |
| 1905 | 3.370     |
| 1939 | 3.823     |

| Jahr | Einwohner |
| ---- | --------- |
| 1950 | 4.172     |
| 1965 | 5.235     |
| 1970 | 5.338     |
| 1975 | 5.734     |
| 1980 | 6.033     |
| 1985 | 6.569     |
| 1990 | 7.162     |
| 1995 | 7.670     |

| Jahr | Einwohner |
| ---- | --------- |
| 2000 | 8.018     |
| 2005 | 7.801     |
| 2010 | 7.815     |
| 2013 | 7.773     |
| 2015 | 7.833     |
| 2017 | 7.972     |
| 2018 | 8.121     |
| 2020 | 8.295     |

### Konfessionsstatistik

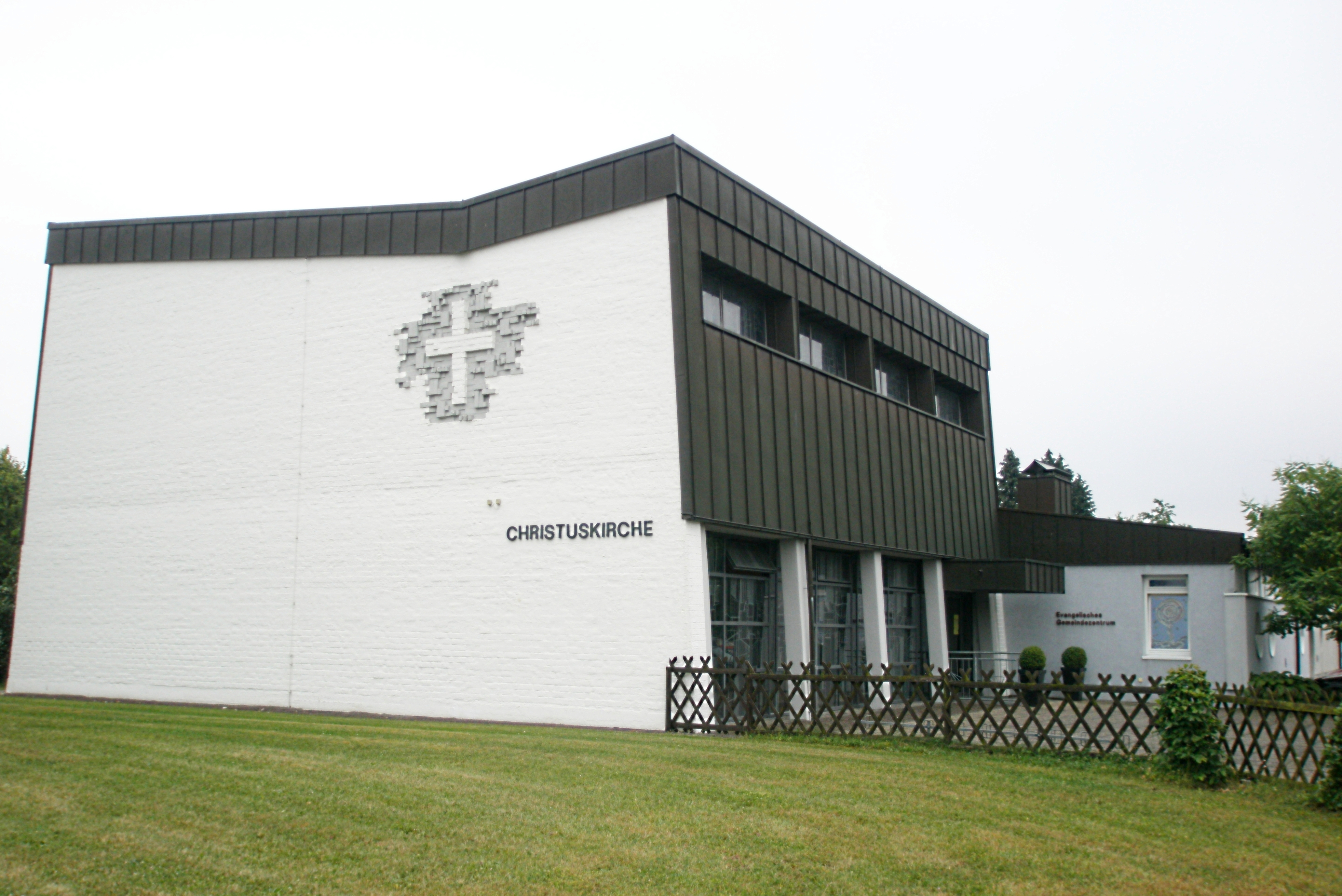
Protestantische Christuskirche in der Hoppelgasse

Im Jahr 1871 waren von insgesamt 2898 Einwohnern 86 % katholisch, 14 % jüdisch und neun Personen – 0,3 % – evangelisch. Mit Stand 30. Juni 2005 waren von den Einwohnern 66,7 % römisch-katholisch, 18,0 % evangelisch und 15,3 % waren konfessionslos oder gehörten einer anderen Glaubensgemeinschaft an.
Mit Stand Juli 2025 waren von den Einwohnern 40,7 % römisch-katholisch, 15,5 % evangelisch und 43,8 % waren konfessionslos oder gehörten einer anderen Glaubensgemeinschaft an. Der Anteil der evangelischen und katholischen Kirchenmitglieder an der Gesamtbevölkerung ist demnach seit 2005 gesunken.

## Politik

### Gemeinderat

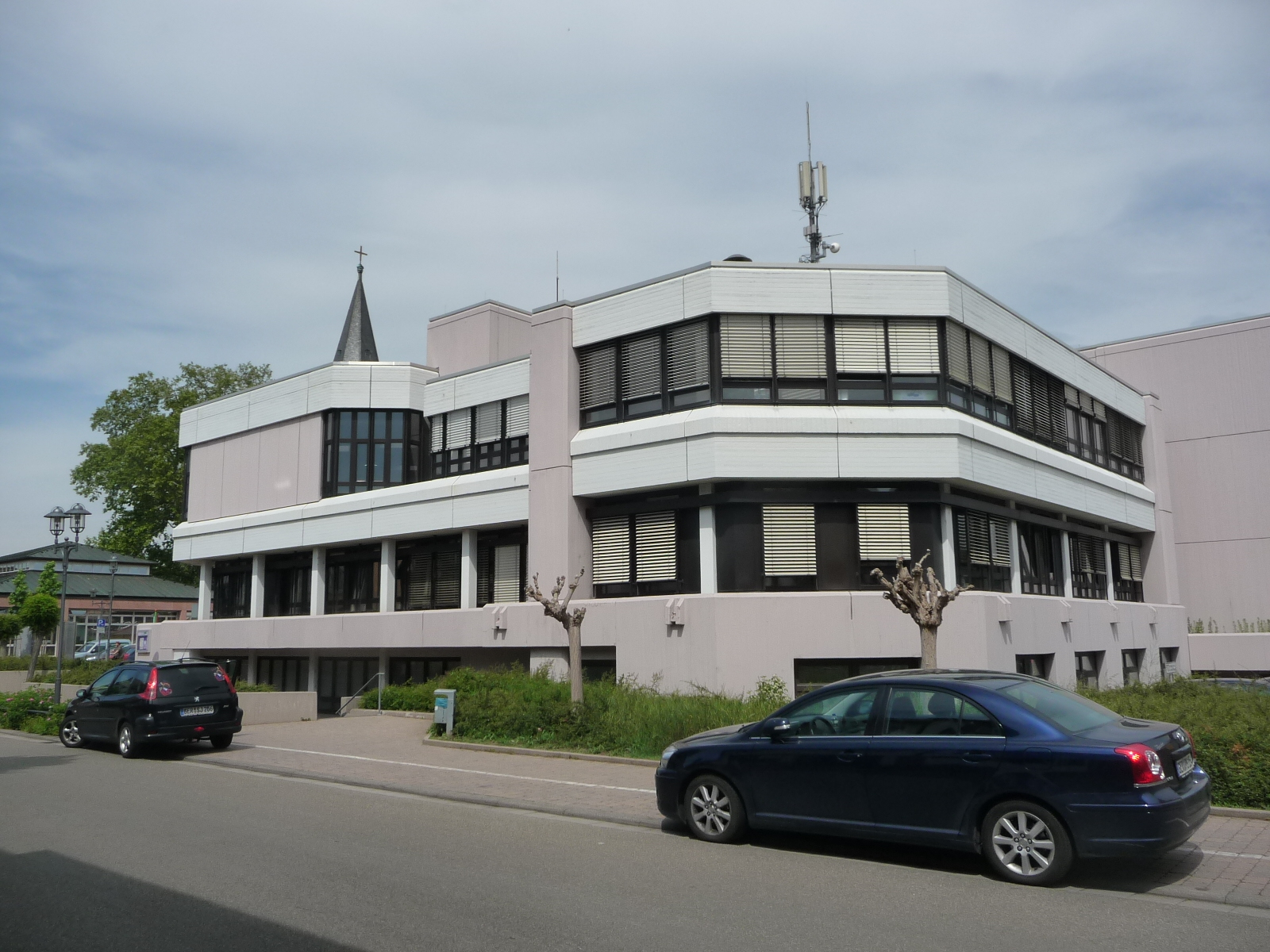
Rathaus Rülzheim

Der Gemeinderat in Rülzheim besteht aus 24 Ratsmitgliedern, die bei der Kommunalwahl am  9. Juni 2024 in einer personalisierten Verhältniswahl gewählt wurden, und dem ehrenamtlichen Ortsbürgermeister als Vorsitzendem.
Die Sitzverteilung im Gemeinderat:
| Wahl | SPD | CDU | Grüne | AfD | FDP | Aktive | FWG | Gesamt   |
| ---- | --- | --- | ----- | --- | --- | ------ | --- | -------- |
| 2024 | 2   | 8   | 2     | 3   | 1   | 6      | 2   | 24 Sitze |
| 2019 | 2   | 6   | 3     | 3   | 1   | 7      | 2   | 24 Sitze |
| 2014 | 2   | 9   | –     | –   | 1   | 10     | 2   | 24 Sitze |
| 2009 | 2   | 10  | –     | –   | –   | 10     | 2   | 24 Sitze |
| 2004 | 2   | 12  | 1     | –   | –   | 8      | 1   | 24 Sitze |

- Aktive = Aktive Bürger e. V.
- FWG = Freie Wähler Gruppe Rülzheim e. V.

### Bürgermeister
Der Ortsbürgermeister wird in direkter Wahl für eine Amtszeit von fünf Jahren gewählt.
Michael Braun (Aktive Bürger) wurde am 2. September 2024 Ortsbürgermeister von Rülzheim. Bei der Direktwahl am 9. Juni 2024 war er als einziger Bewerber mit 74,1 % der Stimmen für fünf Jahre gewählt worden.
Brauns Vorgänger Reiner Hör (Aktive Bürger) hatte das Amt seit 2006 inne und war zuletzt bei der Direktwahl am 26. Mai 2019 mit 61,31 % wiedergewählt worden. Von 2006 bis 2014 war Hör in Personalunion ebenso Bürgermeister der Verbandsgemeinde Rülzheim.

### Wappen
| Wappen von Rülzheim | Blasonierung: „In Rot auf bogigem grasbedecktem grünem Grund ein golden gepanzerter Ritter mit offenem Helmvisier auf goldbewehrtem silbernem Ross mit goldenem Zaumzeug, in der Rechten eine mit einem goldenen Tatzenkreuz besteckte goldene Stange haltend.“                                                                                         |
| Wappen von Rülzheim | Wappenbegründung: Das 1842 genehmigte Wappen beruht auf dem alten Ortssiegel mit der Inschrift „Der Rilzheimer Gerichtsinsigil Anno 1721“. Der Ritter des Motivs ist der Kirchenpatron St. Mauritius, der üblicherweise mit der Kreuzfahne dargestellt wird. Auf dem Wappen steckt das Kreuz auf einer Stange, die wahrscheinlich eine Lanze darstellt. |

## Kultur und Sehenswürdigkeiten

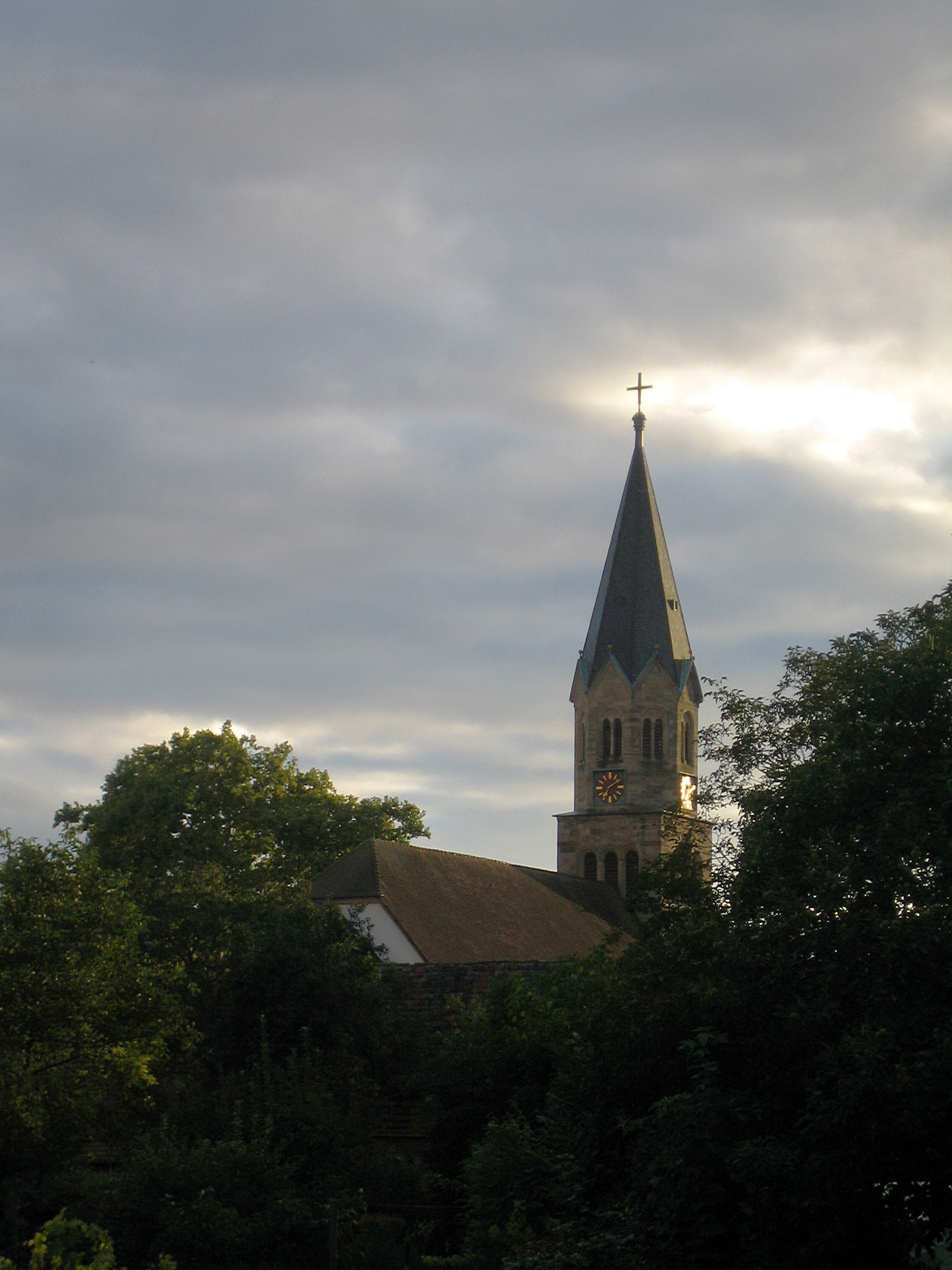
Katholische Pfarrkirche St. Mauritius

### Kulturdenkmäler
Das Straßenensemble Mittlere Ortsstraße und Neue Landstraße und der jüdische Friedhof sind als Denkmalzonen ausgewiesen. Letzterer befindet sich außerhalb des Ortes an der Straße nach Herxheimweyher. Auf dem knapp 49 Ar großen Friedhof, der 1826 angelegt wurde, sind in der Gegenwart etwa 420 Grabsteine vorhanden.
Hinzu kommen mehrere Einzelobjekte, die unter Denkmalschutz stehen:
- Die ehemalige Synagoge, erbaut in den Jahren 1832 und 1833 vom Architekten August von Voit; heute „Centrum für Kunst und Kultur“.
- Die Pfarrkirche St. Mauritius in der Ortsmitteb(Lage) dient der katholischen Kirchengemeinde. Der älteste Teil der Kirche ist der auf spätgotischem Unterbau errichtete Westturm aus dem Jahr 1498. Das derzeitige Langhaus wurde 1767 erbaut und später erweitert.
- Das Dieterskirchel befindet sich an der Rheinzaberner Straße. An dessen Stelle fand der Heilige Diethardt im Jahre 670 den Tod. Der Bau stammt aus dem Jahr 1957 und erinnert in architektonischer Hinsicht an die Wallfahrtskirche von Ronchamp.
- Ehemaliges Schlachthaus (Lage) der jüdischen Gemeinde Rülzheim aus dem Jahr 1843 in der Bachgasse
- Das Ehemalige Bahnhofsgebäude (Lage) stellt einen historistischer Ziegelbau dar. Es ist mit einem großen dreigeschossigen Turm, der ursprünglich als Uhrturm diente, ausgestattet. Das Bauwerk ist geprägt von spätklassizistischen und Neorenaissanceelementen.

### Natur
Einziges Naturdenkmal vor Ort ist die Platane auf dem Deutschordensplatz.

### Veranstaltungen
1980 fand vor Ort das SWF3 Musikfestival statt, bei dem die Band Trance als Gewinner hervorging.

### Freizeiteinrichtungen

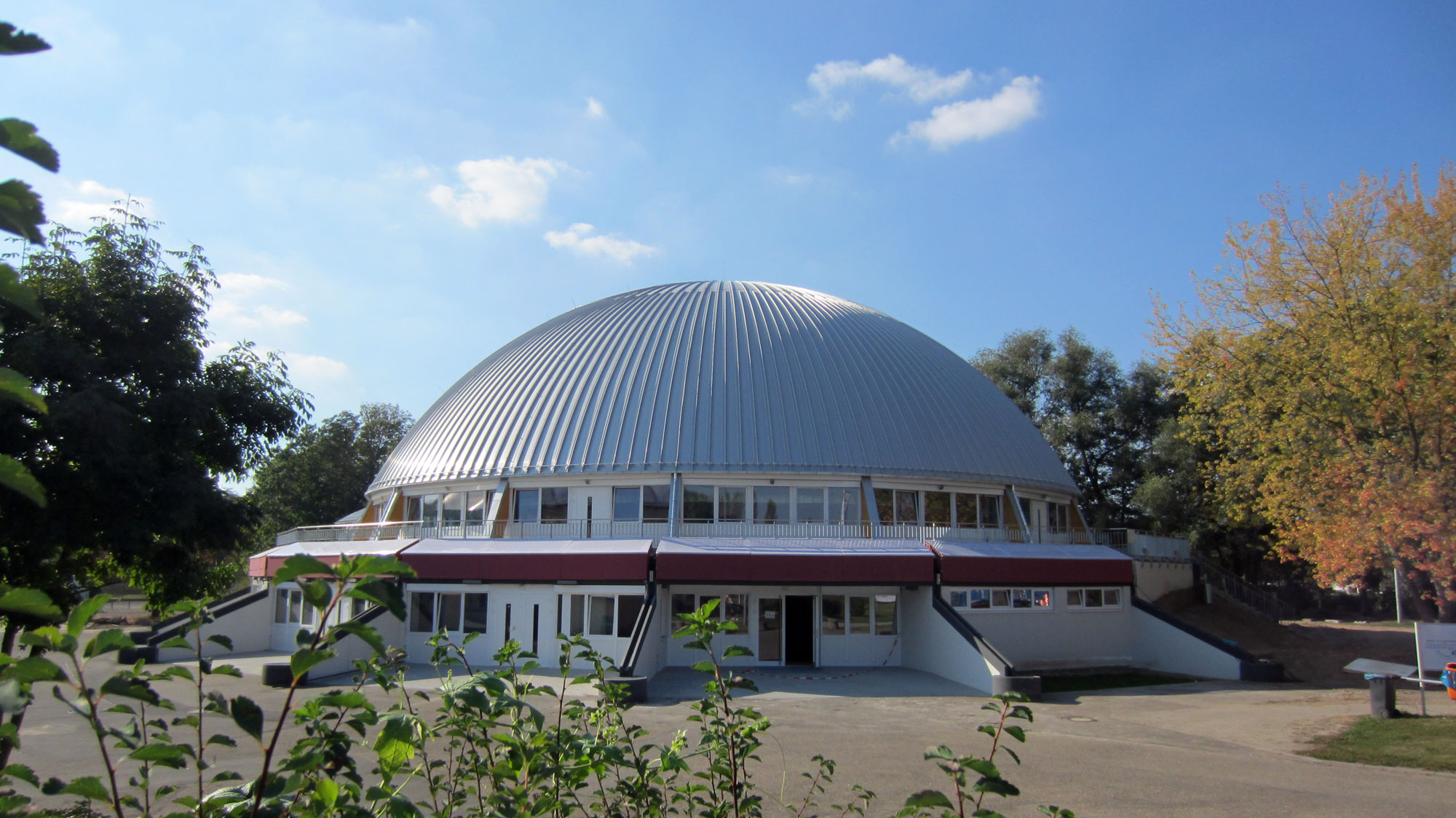
Renoviertes Freizeithaus „Dampfnudel“

Rülzheim verfügte über ein Freizeitbad namens „Moby Dick“, das 2002 vollständig renoviert, aber im Dezember 2011 geschlossen wurde. Dazu gehörten unter anderem Sauna, große Wendelrutsche und ein beheiztes Außenbecken mit einer Rutsche. Daneben befinden sich eine Veranstaltungshalle, ein Campingplatz, eine Tennisanlage, die 2007 eröffnete Straußenfarm „Mhou“, ein Streichelzoo, ein Badesee sowie ein Vereinshüttendorf. Seit Oktober 2015 ist in Rülzheim am alten Festwiesengelände eine „Alla-Hopp“-Anlage entstanden. Die Bewegungs- und Spielanlage wurde von der Dietmar-Hopp-Stiftung finanziert. Am Waldrand an der Rheinzaberner Straße liegt das Rülzheimer Peter-Becht-Stadion. Durch den Gemeindewald führen etliche ausgewiesene Nordic-Walking-Strecken.
Zudem existiert das Freizeithaus „Dampfnudel“ (Lage) aus dem Jahr 1974, das ursprünglich als Freilufthalle mit spezieller Luftkissenüberdachung von der Firma Krupp aus Essen entwickelt wurde. Aufgrund der Ähnlichkeit zur traditionellen pfälzischen Mehlspeise, wurde das Freizeithaus mit der weit sichtbaren weißen Kuppel, mit einem Außendurchmesser von 36 Metern, regional als „Dampfnudel“ bekannt. Vom Frühjahr 2010 bis Herbst 2011 wurde das Gebäude renoviert und das Luftkissendach durch eine starre Konstruktion ersetzt.
Seit November 2020 befindet sich in der Kuhardter Straße 37, vor der Sozialstation außerdem ein öffentlicher Bücherschrank.

## Wirtschaft und Infrastruktur

### Wirtschaft
Rülzheim, wo sich auch die RMB – Rülzheimer Maschinenbau GmbH befand, ist heute Sitz des Handelsunternehmens MTS MarkenTechnikService, des Heizsystemherstellers DBK David + Baader und des Automobilzulieferers ITK Engineering. Außerdem besitzt das Schweizer Unternehmen Kardex vor Ort eine Niederlassung. Zudem gehört die Gemeinde zum Geschäftsgebiet der VR Bank Südpfalz; die 1995 durch Fusion der Raiffeisenbank Südpfalz eG Rülzheim mit der Südpfälzer Volks- und Raiffeisenbank eG Landau entstanden war. Darüber hinaus existiert die Müllbeseitigungsfirma Wilhelm Bormann GmbH & Co. KG. Im Zeitraum von 2003 bis 2017 entstand der Windpark Rülzheim-Herxheimweyher-Bellheim, der sich teilweise über die Gemarkung von Rülzheim  erstreckt. 1993 wurde ein in Rülzheim befindliches Kunststoff-Werk von der Veritas AG aufgekauft.
Einige Tabaktrockenschuppen (Lage) erinnern an den Tabakanbau des 19. und 20. Jahrhunderts in Rülzheim und Umgebung. Rülzheim ist Namensgeber des sogenannten Rülzheimer Schuppens; dabei handelt es sich um einen langen, etwa drei bis vier Meter hohen Holzschuppen mit einem flachen Satteldach. Dieser Schuppentyp kam in den 1970er Jahren auf; ältere Schuppen waren meist kürzer, aber deutlich höher. Einige Exemplare des Rülzheimer Schuppens haben sich rund 300 m nördlich des Bahnhofs erhalten.

### Verkehr

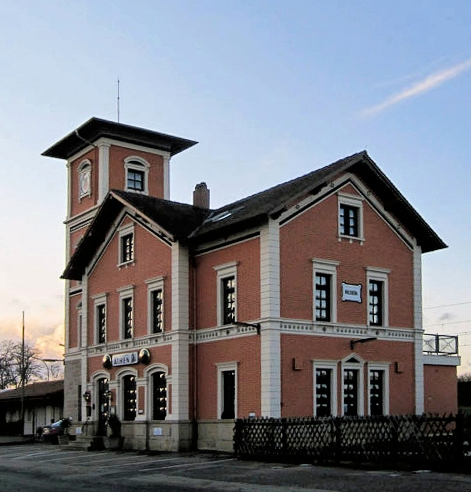
Ehemaliges Empfangsgebäude des bis Ende 2010 bedienten Bahnhofs

Seit Dezember 2010 fährt die Stadtbahn Karlsruhe mit den Stadtbahnlinien S51 und S52 über Rülzheim. Der Ort selbst besitzt mit Rülzheim Bahnhof und Rülzheim Freizeitzentrum zwei Haltepunkte an der Bahnstrecke Schifferstadt–Wörth, die auf voller Länge im Jahr 1876 eröffnet worden war. Ersterer ersetzt seit Ende Dezember 2010 den etwa 250 Meter südwestlich gelegenen ehemaligen Bahnhof. Beide Haltepunkte liegen sowohl im Verbundgebiet des Karlsruher Verkehrsverbundes (KVV) als auch in dem des Verkehrsverbundes Rhein-Neckar (VRN). Zudem führt die Buslinie 554 durch Rülzheim, die eine Verbindung mit Rheinzabern und Landau in der Pfalz herstellt.
Am östlichen Ortsrand verläuft die autobahnähnlich ausgebaute B 9. Rülzheim ist mit zwei Anschlüssen Rülzheim-Nord und Rülzheim-Süd an die Schnellstraße angebunden. Die A 65 befindet sich zirka neun Kilometer westlich von Rülzheim und ist über die Landesstraße 493, die den Ort mit Vorderweidenthal und Hördt verbindet, zu erreichen. Die nächstgelegene Anschlussstelle ist Rohrbach. Die Landesstraße 540 führt in Nord-Süd-Richtung mitten durch die Gemeinde und verbindet diese mit Neustadt an der Weinstraße sowie Berg. Von dieser zweigen die Landesstraße 493 nach Herxheim und Hördt sowie die Landesstraße 553 nach Leimersheim ab.

### Behörden
Als Sitz einer Verbandsgemeinde beherbergt Rülzheim auch deren Verwaltung. Zu dieser Verbandsgemeinde gehören neben Rülzheim auch Hördt, Kuhardt und Leimersheim.

### Bildung
In Rülzheim befinden sich neben vier Kindergärten eine Grundschule und die Integrierte Gesamtschule Rülzheim, die ab Herbst 2015 eine gymnasiale Oberstufe eingeführt hat. Außerdem verfügt der Ort über eine katholische öffentliche Bücherei. Darüber hinaus hat die Stiftung für Ökologie und Demokratie ihren Sitz in der Gemeinde. Von 1951 bis 1985 existierte vor Ort die Rülzheim Elementary School, die den Angehörigen der Germersheim Military Community diente, eh eine solche in Germersheim eröffnet wurde.

### Energie
Rülzheim verfügt über eigene Gemeindewerke, die als Energieversorgungsunternehmen die Netzgebiete Rülzheim und Hördt abdecken. Außerdem gibt es in Rülzheim eine Fernwärmeversorgung mit eigenen Blockheizkraftwerken, die als Modellprojekt der Bundesrepublik Deutschland vom damaligen Bürgermeister Helmut Braun, der vorher als Oberingenieur bei ABB gearbeitet hat, konzipiert und umgesetzt wurde.

### Tourismus
Vor Ort befindet sich die 1981 eingeweihte PWV-Vereinshütte Rülzheim. Außerdem ist Rülzheim Endpunkt des zu den sogenannten Saar-Rhein Wanderwegen zählenden Saar-Pfalz-Weg mit der Kennzeichnung Schwarzer Punkt auf weißem Balken, der in Saarbrücken seinen Ausgangspunkt nimmt und eines solchen, der mit einem gelb-roten Balken markiert ist und im Wellbachtal seinen Ausgangspunkt nimmt. Durch die Gemeinde verläuft außerdem die Südroute der Pfälzer Jakobswege.

## Persönlichkeiten

### Ehrenbürger
- 1926: Adam Hiller (* 19. Januar 1882, † 20. März 1957), katholischer Pfarrer[23]
- 1948: Jakob Harder (* 31. Mai 1881, † 23. Juli 1954), Bürgermeister von 1923 bis 1927, 1929 bis 1933 und 1946 bis 1948[24]
- 1970, 4. Juli: Robert Seither (* 8. Juni 1902, † 21. Juli 1985), Bürgermeister 1948 bis 1965[25]
- 1970, 4. Juli: Albert Wetzel (* 17. Mai 1915, † 4. April 1980), Pfarrer[26]
- 1984, 8. Juni: Hans Kaufmann (* 8. Juli 1919, † 16. Oktober 2001), Kommunalpolitiker, Fastnachter und Festspielautor[27]
- 1993, Januar: Helmut Braun (* 19. Januar 1928, † 25. März 1994), Verbandsbürgermeister und Bürgermeister 1966 bis 1991, ehemaliger Oberingenieur von ABB und mehrfacher Patentbesitzer[28]
- 1993, 28. März: Schwester Katharina, geborene Katharina Rutz (* 2. Juni 1910, † 23. März 2002)[29][30]
- 2010, 28. November: Karl Werner Geeck (* 26. November 1941), ehemaliger Schulleiter der IGS Rülzheim und Schriftsteller[31]
- 2022, September: Richard Dörzapf (* 1937), aufgrund seines herausragenden sozialen Wirkens[32]

### Söhne und Töchter der Gemeinde
- Otto Huber MFSC (1871–1954), Comboni-Missionar und Missionspionier in Nordafrika
- Edwin Schottland, (1908–1993), Lehrer am Jüdischen Landschulheim Coburg
- Adolf Wolff (1910–1998), Tierarzt
- Pia Nordblom (* 1961), Historikerin
- Udo Markus Bentz (* 1967), katholischer Geistlicher, Erzbischof von Paderborn

### Personen, die vor Ort gewirkt haben

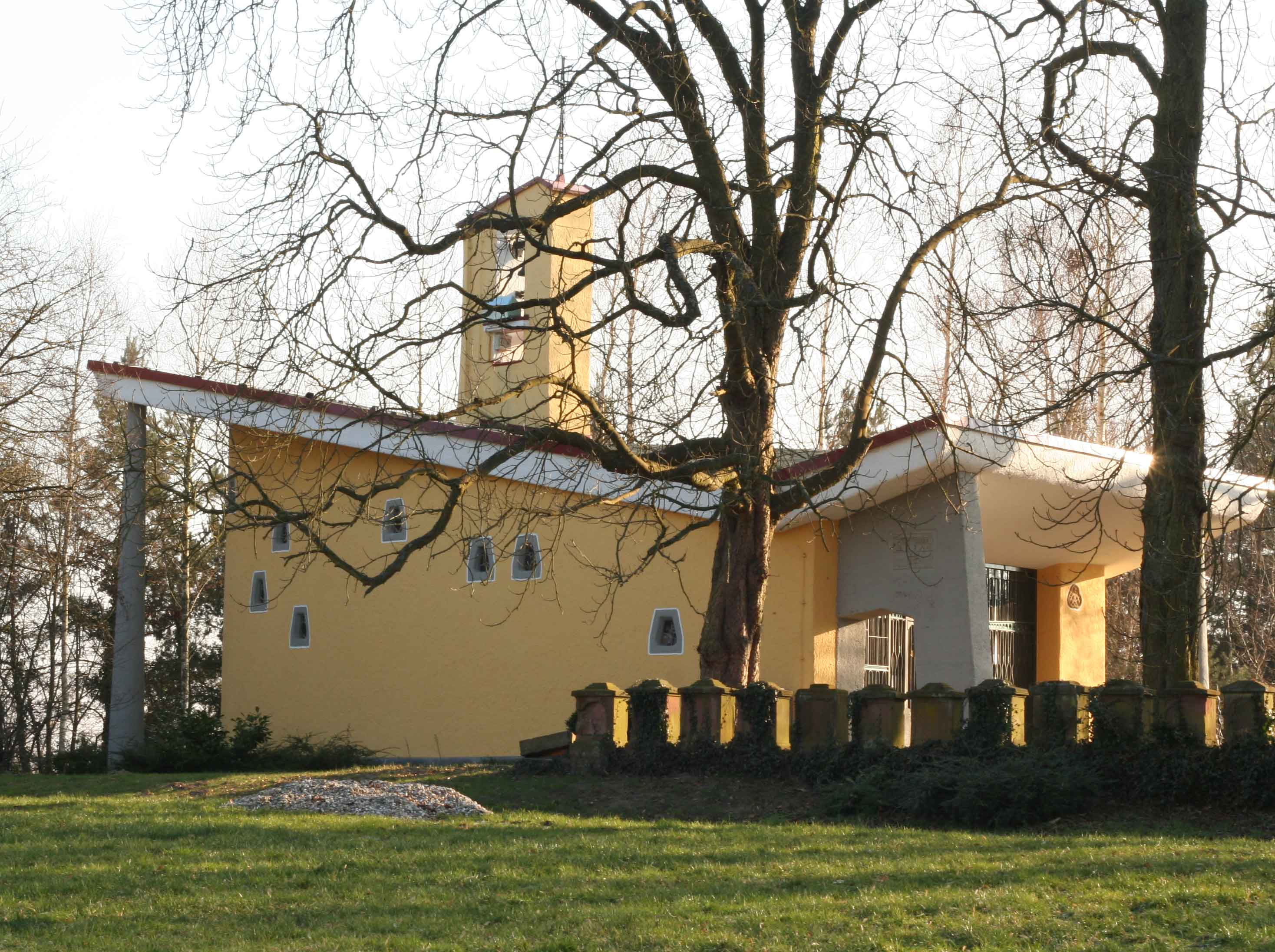
Dieterskirchel bei Rülzheim

- Gunter Arentzen (* 1972), Schriftsteller, lebte zeitweise in Rülzheim
- Gregor Ata (1815–1899), Erzbischof der Melkitisch Griechisch-katholischen Kirche von Homs in Syrien, besuchte die Gemeinde
- Joseph Alois Bach (1838–1912), päpstlicher Offizier, Komtur des Piusordens und kaiserlich-deutscher Rechnungsrat, wuchs in Rülzheim auf
- Mario Brandenburg (* 1983), Bundestagsabgeordneter (FDP), lebt in Rülzheim
- Fritz Brechtel (* 1955), Landrat a. D. für den Landkreis Germersheim, saß zeitweise im Ortsgemeinderat
- Martin Brandl (* 1981), Landrat für den Landkreis Germersheim und ehemaliger MdL, saß zeitweise im Orts- und Verbandsgemeinderat
- Patrick Brechtel (* 1983), spielte zeitweise beim örtlichen Fußballverein
- Werner Brand (1933–2021), Maler und Grafiker, lebte in Rülzheim
- Olga David (* 1968), russische Malerin und Architektin, hielt 2019 im Rathaus eine Ausstellung ab
- Carl von Hannig (gefallen am 17. Mai 1793 bei Rülzheim), k.k. Rittmeister im Dragonerregiment Modena
- Walter Heid (1925–2003), Politiker (CDU), war vor Ort als selbstständiger Kaufmann im Früchtegroßhandelsbetrieb aktiv und Vorsitzender der örtlichen CDU
- Andreas Helmling (1959–2019), Bildhauer und Designer mehrerer Skulpturen in Rülzheim (1994–2006)
- Thomas Hengen (* 1974), Fußballspieler, begann seine Karriere beim SV Rülzheim
- Johann Wilhelm Ludowici (1896–1983), Unternehmer in der Ziegelindustrie und nationalsozialistischer Funktionär, starb vor Ort
- Theodard von Maastricht, erschlagen am 10. September 670 am Dieterskirchel in Rülzheim
- Hans-Joachim Ritter (* 1949), Politiker (ÖDP), ÖDP-Bundesvorsitzender von 1989 bis 1993, Vorsitzender der Stiftung für Ökologie und Demokratie, wohnt in Rülzheim
- Alfons Schmidt (1904–2000), Pädagoge und Restaurator, war Lehrer in Rülzheim
- Paul Stock (* 1997), Fußballspieler, spielte von 2016 bis 2018 für den SV Rülzheim
- Christian Tews (* 1980), Bankkaufmann, Sportökonom, Unternehmer und Fernsehdarsteller, lebt vor Ort